# Jean le Rond d'Alembert
Jean le Rond d'Alembert (francès: Jean le Rond D'Alembert)  (París, 16 de novembre de 1717 - París, 29 d'octubre de 1783) fou un matemàtic i filòsof francès, un dels màxims exponents del moviment il·lustrat.

## Estudis
En néixer, la seva mare el va abandonar a l'església, avui desapareguda, de Saint Jean le Rond; per això va adoptar el seu nom. El seu pare va ser probablement el militar Louis-Camus Destouches, tot i que qui va vetllar per la seva educació va ser el mariscal Léopold Philippe d'Arenberg.
Als 12 anys, registrat amb el cognom de d'Arenberg, va ingressar al Col·legi de les Quatre Nacions. Allà va estudiar brillantment, es va graduar amb una llicenciatura en arts i després, el 1735, va assistir a la Facultat de Dret de la Sorbona, on va sol·licitar el canvi de cognom a Le Rond i, finalment, el va canviar per d'Alembert, nom que va conservar al llarg de la seva vida. Va acabar els estudis de dret el 1738 però amb poc gust per la jurisprudència, va començar a estudiar medicina, i després els va abandonar en favor de les matemàtiques per les quals tenia un gran interès.

## Primers treballs científics
A l'edat de 21 anys, el 1739, va presentar el seu primer treball en matemàtiques a l'Acadèmia Francesa de les Ciències després d'un error que havia detectat a l'Analyse démontrée de Charles René Reyneau amb el què havia estudiat els fonaments bàsics de matemàtiques. L'any següent, el seu segon treball és la Memòria sobre la refracció dels cossos sòlids, que dona l'explicació científica del fenomen dels rebrots. En part gràcies a aquestes dues publicacions que va ser admès, el 1741, a la Reial Acadèmia de Ciències de París. Un any després, va ser nomenat ajudant de la secció d'astronomia de l'Acadèmia de Ciències, on el seu gran rival en matemàtiques i física era Alexis Clairaut. El 1743 va publicar el seu famós Treatise on Dynamics, que en la història de la mecànica representa l'etapa que s'havia de fer entre l'obra de Newton i la de Lagrange. El 1746 va ser elegit agrimensor associat. Va ingressar a l'Acadèmia de Berlín als 28 anys. La resta de la seva carrera a l'Acadèmia de Ciències és menys brillant: nomenat pensionista supernumerari el 1756, no va ser fins al 1765, als 47 anys, que es va convertir en pensionista.

## Encyclopédie
Amic de Voltaire i involucrat constantment en les apassionades controvèrsies del seu temps, d'Alembert era habitual als salons parisencs, en particular els de Marie-Thérèse Rodet Geoffrin, Marie du Deffand, Julie de Lespinasse, la duquessa de Maine al castell de Sceaux, on va ser un dels cavallers de l'Orde de la Mouche à Miel, convidat a les Grandes Nuits de Sceaux. Allà va conèixer Denis Diderot, amb qui dirigiria l'Encyclopédie.
La idea de publicar una enciclopèdia en francès neix de la influència i èxit editorial de la Cyclopaedia or an Universal Dictionary of Arts and Sciences (1728) d'Ephraim Chambers (composta per dos volums i dos suplements), així com de la publicació del Trevoux elaborat pels jesuïtes. L'editor André Le Breton obté el 1745 una llicència per a efectuar una traducció al francès de l'enciclopèdia de Chambers,. Els promotors van tenir discrepàncies sobre el projecte, i els llibreters Le Breton, Briasson, Durand i David van contractar Jean Paul de Gua de Malves per transformar el projecte en la redacció d'una obra original i única d'aquest tipuse, una Encyclopédie ou Dictionnaire universel des arts et des science de la qual ell seria l'editor principal. Un any després, el 3 d'agost de 1747, el contracte és rescindit per raons encara poc clares i els llibreters nomenen dos mesos més tard com a nous editors D'Alembert i Diderot. D'Alembert va escriure el famós Discurs preliminar així com la majoria d'articles sobre matemàtiques, astronomia i física, prop de 1.700 articles, la majoria sobre matemàtiques en sentit ampli però va reduir molt significativament el seu nivell de participació a partir del 1762. Fou un dels quatre escriptors d'articles d'astronomia, juntament amb Jean-Baptiste Le Roy, Jean Henri Samuel de Formey i Louis de Jaucourt. Aporta proves de l'heliocentrisme amb els nous arguments de la mecànica newtoniana. Adoptant un to militant, no perd cap oportunitat de burlar-se dels clergues i critica severament la Inquisició.
El 1751, després de cinc anys de treball de més de dos-cents col·laboradors, va aparèixer el primer volum de l'Enciclopèdia en què d'Alembert va escriure el discurs preliminar que explica el nou ordre del coneixement o "El sistema figuratiu del coneixement humà" sobre el qual es troba va construir aquesta nova enciclopèdia o diccionari raonat. "Penseu de vosaltres mateixos" i "penseu per vosaltres mateixos", frases que s'han fet famoses, es deuen d'Alembert; les trobem al discurs preliminar, enciclopèdia, tom 1, 1751. Aquestes formulacions són una represa d'antics mandats (Hesíode, Horaci).
L'any 1757 es publicà l'article "Ginebra" a l'Enciclopèdia, provocant una forta reacció del clergat i de Jean-Jacques Rousseau. D'Alembert es va retirar de la companyia el 1757 després d'enfadar-se amb Diderot, que va quedar com a director únic, i va escollir trobar substitut en Louis de Jaucourt, i el parlament va prohibir la seva publicació en 1759.

## Home de ciència
El 1754, d'Alembert fou elegit membre de l'Acadèmia Francesa de les Ciències, de la qual esdevingué el secretari perpetu el 9 d'abril de 1772. Va deixar la casa familiar el 1765 per viure un amor difícil amb l'escriptora Julie de Lespinasse, que va morir el 1776, deixant-lo absolutament desconsolat. Fins a la seva mort, va continuar el seu treball científic i va morir en el moment més àlgid de la seva fama, venjant-se així del seu naixement.
Va fer de Nicolas de Condorcet el seu legatari universal, i va llegar la seva col·lecció de Mercure de France i un retrat de Frederic el Gran a Jeanne Mirey, cunyada del seu antic protector, que va morir el 29 de gener de 1786. Va morir el 29 d'octubre de 1783 al Vieux Louvre. El rector de la seva parròquia, Saint-Germain l'Auxerrois, rebutjà que fos enterrat a l'església amb una "inscripció digna de la seva celebritat", i el 31 d'octubre de 1783, el seu cos va serr acompanyat d'una llarga processó fins al cementiri de Porcherons, on va ser enterrat. Aquest cementiri ja no existeix avui i cal suposar que les seves despulles, enterrades en una fosa sense nom per ser ateu, van ser traslladades a les catacumbes de París, en ser enderrocat a començaments del segle XIX. El seu elogi fúnebre el pronuncia Nicolas de Condorcet.

### Filosofia
La seva filosofia es caracteritzà per la tolerància en general i l'escepticisme en el camp de la religió i de la metafísica. S'especialitzà en filosofia natural i redactà el discurs preliminar de l'Encyclopédie, codirigida amb Denis Diderot. D'Alembert representa un nou tipus d'intel·lectual, capaç de liderar la nova xarxa internacional d'institucions científiques (d'altra banda, molt vinculades als estats que les financen), i alhora d'exercir un assagisme independent i políticament compromès.
Abordà les matemàtiques mitjançant la física, amb el problema dels tres cossos (impossibilitat de trobar equacions de les trajectòries - inestabilitat del sistema), la precessió dels equinoccis (raó del lliscament de les estacions), les cordes vibrants (diferents tipus de vibració - aplicació a la música). Això el dugué a estudiar les equacions diferencials i les equacions en derivades parcials que havia estudiat en l'Analyse démontrée de Charles René Reyneau. També trobà un criteri per a distingir una sèrie convergent d'una de divergent, el criteri de d'Alembert.

### Dinàmica
La seva obra mestra fou el Traité de dynamique (Tractat de dinàmica, 1743), en què enuncià el teorema que duu el seu nom (principi de d'Alembert) que estableix que la suma de les forces externes que actuen sobre un cos i les anomenades forces d'inèrcia formen un sistema de forces en equilibri.
El 1750 va presentar un treball, per a un premi, a l'Acadèmia de Ciències de Berlín sobre el moviment dels fluids, en el qual encetava una nova forma d'estudiar el fenomen introduint l'anàlisi matemàtica en el problema. El premi va ser declarat desert i això va ser motiu d'una enemistat, que va durar més de deu anys, amb Leonard Euler qui presidia el jurat del premi.

### Matemàtiques
Va fer una de les primeres demostracions, tot i que incorrecta, del teorema fonamental de l'àlgebra, que diu que qualsevol polinomi de grau {\displaystyle n} amb coeficients complexos té exactament {\displaystyle n} arrels a {\displaystyle \mathbb {C} } (no necessàriament diferents, tenint en compte el nombre de vegades que es repeteix una arrel). El demostrà definitivament al segle xix Carl Friedrich Gauss, qui localitzà diversos defectes en la demostració proposada per d'Alembert. Louis de Broglie presenta aquest teorema de la següent manera: "Li devem el teorema fonamental que porta el seu nom i que ens ensenya que qualsevol equació algebraica admet almenys una solució real o imaginària". El teorema fonamental de l'àlgebra rep en alguns països el nom de teorema de d'Alembert-–Gauss, ja que d'Alembert fou el primer a donar una prova gairebé completa d'aquest teorema.
Va publicar en 1768 el criteri de d'Alembert que és un criteri usat per estudiar la convergència d'una sèrie infinita, on els seus termes són nombres reals o nombres complexos.
La martingala de d'Alembert és un sistema per no perdre en un joc en el qual guanyes el doble de l'aposta amb una probabilitat del 50% com en la ruleta, jugar a parell/senar, passar/fallar; suggereix la següent estratègia: apostar una unitat, si un guanya, es retira, si perds, aposta el doble (prou per cobrir la pèrdua anterior i deixar un guany), i així continuar fins a un guany... o esgotament. Amb aquest procés, el joc no és necessàriament un guanyador, però augmentes les teves possibilitats de guanyar (una mica) a costa d'augmentar la possible (però més rara) pèrdua. Per exemple, si per mala sort només guanyem la desena vegada després de perdre 9 vegades, hauríem hagut d'apostar i perdre 1 + 2 + 4 + 8 + 16 + 32 + 64 + 128 + 256 + 512 = 1023 unitats, per guanyar-ne 1.024, amb un saldo final de només 1! I caldrà estar preparat per suportar possiblement una pèrdua de 1023, amb una probabilitat baixa (1/1024), però no zero. Aquesta martingala només funcionaria realment sota els següents supòsits poc realistes: riquesa inicial infinita i temps de joc il·limitat.

### Astronomia
Va estudiar el problema dels tres cossos i els equinoccis, a la publicació del 1749 sobre la precessió dels equinoccis. Aquest fenomen, que té un període de 26.000 anys, va ser observat per Hiparc de Nicea. Isaac Newton va entendre que la causa d'aquest fenomen rau en l'acció de les forces gravitatòries sobre el cos no estrictament esfèric que és el globus terrestre. Però va ser D'Alembert qui va recaure a impulsar els càlculs i obtenir resultats numèrics d'acord amb l'observació. D'Alembert també va avançar el difícil problema d'explicar el moviment lunar per als astrònoms. En aquest sentit, és el precursor de la mecànica celeste de Pierre-Simon Laplace.
D'Alembert també va treballar en el problema de l'aberració cromàtica que limitava la precisió del telescopi refractor, en concurrència amb Alexis Claude Clairaut i Leonhard Euler. Va proposar apilar diverses lents de diferents formes i índexs. També va avançar en el problema de les aberracions fora de l'eix.